# Çayönü Tepesi

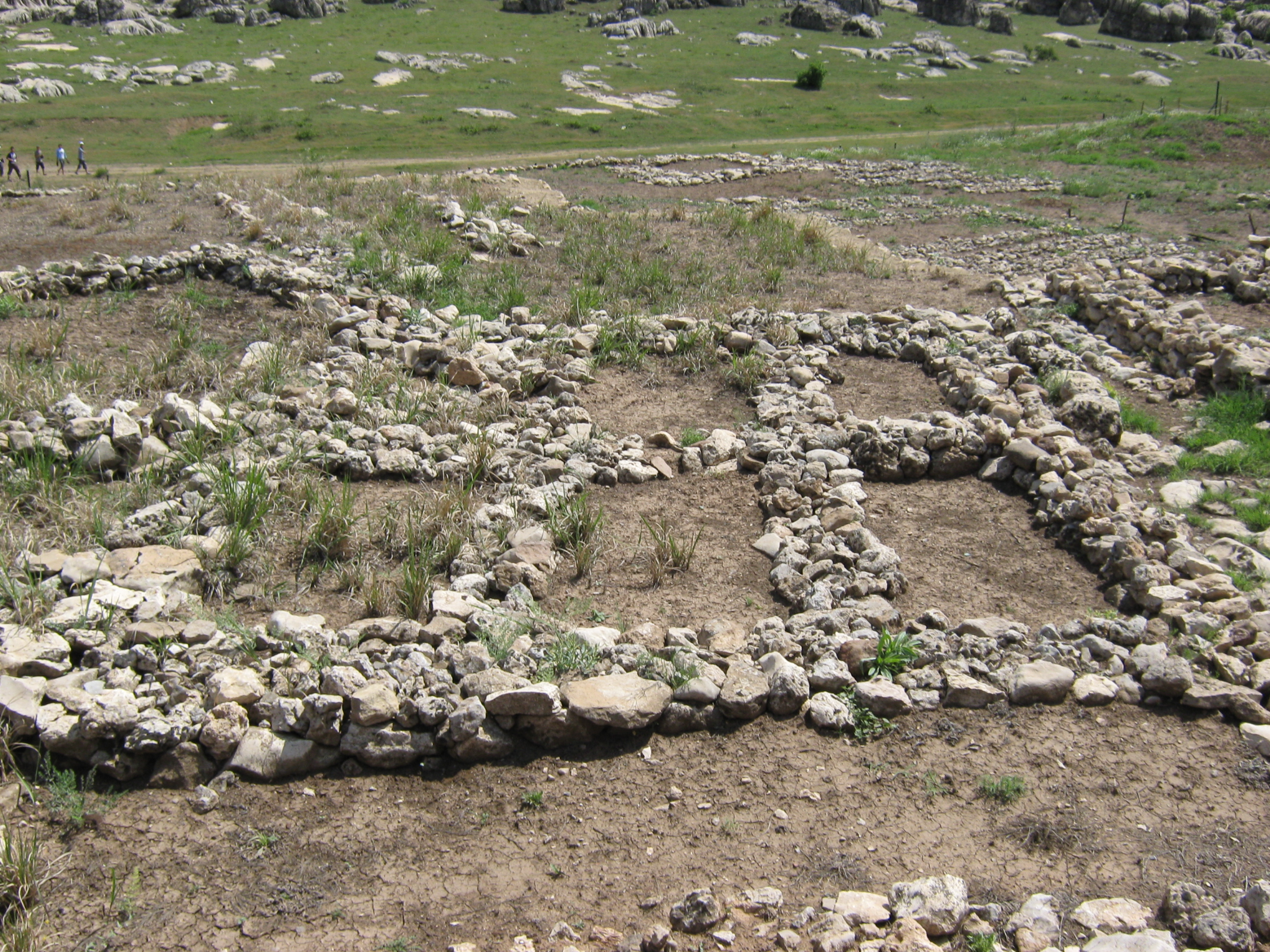
Ruiny Çayönü

Çayönü Tepesi – osada neolityczna położona na wschód od górnego Eufratu. Założona około VIII tysiąclecia p.n.e. W wyniku wykopalisk wyodrębniono cztery fazy osadnicze, obejmujące okres około 500 lat. W najstarszym okresie chaty były owalne, zagłębione w ziemi. W drugim okresie zaczęły powstawać budynki prostokątne. W następnych okresach powstają budynki wieloizbowe i pojawiają się pierwsze ślady uprawy roślin takich jak soczewica, groch, pszenica oraz udomowienia zwierząt (owce, kozy, świnie). Później zaczęto stawiać budynki składające się z jednego, dużego pomieszczenia. Z okresów trzeciego i czwartego pochodzą również narzędzia (haczyki rybackie, szydła, szpile).